# 島田誠のおだまりっ!ザウルス
島田誠のおだまりっ!ザウルス（しまだまことのおだまりっ!ざうるす)は2007年12月より2008年3月までRKB毎日放送（RKBラジオ）で放送されていた土曜夜のワイド番組。

## 放送時間
- 土曜日 18:00～22:00（JST）

## パーソナリティ
- 島田誠
- 上野敏子

## コーナー
- おだまり!ホットニュース･･･最近起こったニュースを取り上げ、トークをするコーナー。
- 芸能うわさのうわさ･･･芸能リポーターが電話で最近の芸能ニュースを紹介するコーナー。
- 島田誠のアスリート魂･･･ホークスの最新情報や最近のスポーツに関することを語るコーナー。
- 19時の街･･･リポーターの上田知佳が居酒屋などでインタビューをするコーナー。
- プレイバック青春･･･過去のある年代のヒット曲を紹介するコーナー。
- ウエルカムザウルス･･･様々な人物と電話かスタジオでトークをするコーナー。
- おしゃべりザウルス･･･リスナーと電話でつなぎ、リスナーの近況を伺うコーナー。コーナーの終盤はクイズが3問用意されていて、3問全問正解したリスナーは賞金5000円が貰える。
- 昭和歌手列伝･･･昭和の時代に活躍した歌手をピックアップし、その歌手の曲をかけるコーナー。
- 島田誠のたられバー･･･パーソナリティやリスナーによる後悔したエピソードを紹介するコーナー。
- ハートにキュン･･･リスナーによる恋愛エピソードを紹介するコーナー。
- 鬼コーチ・明日の糧･･･島田がありがたい言葉を言うコーナー。
- RKBヘッドライン（サニー 提供　21:50頃）
- RKB天気予報（八女人形会館 提供　21:55頃）